# Markesan
Markesan è una città degli Stati Uniti d'America, situata in Wisconsin, nella Contea di Green Lake.